# Youmtenga
Youmtenga est une commune située dans le département de Dourtenga de la province de Koulpélogo dans la région du Centre-Est au Burkina Faso.